# 高岡古城公園動物園
高岡古城公園動物園（たかおかこじょうこうえんどうぶつえん）は、富山県高岡市の高岡古城公園（高岡城）内の明丸にある動物園である。1951年4月開園し、1960年5月15日に現在の場所に移転。その後、1981年4月に新装開園した。2013年12月現在、43種162頭が飼育される。日本動物園水族館協会に所属している。
毎年、寒くなると動物たちへの寒さ対策を行い、大雪の頃から、動物飼育舎に“雪囲い”を行う。雪囲いは透明なビニールシートを獣舎の金網の周りに巻きつける。
また逆に、夏に向けて暑さ対策に、5月になると羊（メンヨウ：綿羊）の毛刈りを行う。
2013年にはカピバラの飼育を11年ぶりに復帰させた。過去には1984年から2001年まで飼育していた。

## 施設概要
- 所在地：富山県高岡市古城1-6
- 入園料：無料
- 開園時間：9時 - 16時00分
- 休園日：毎週月曜日(祝日の場合翌日)、12月29日から1月3日

## 主な動物
| 哺乳類 - ショウガラコ - カピバラ - マーラ - リスザル - ニホンザル - ヤクシカ - ケープハイラックス - アメリカンミニチュアホース - ヤマアラシ - タヌキ - ヒツジ - アカハナグマ - アライグマ - ヤクシカ | 鳥類 - キンケイ - エミュー - アオサギ - アメリカオシ - オシドリ - フクロウ - インドクジャク - ワライカワセミ - ルリコンゴウインコ - アカコンゴウインコ - キンケイ - シロトキ - ベニイロフラミンゴ - チリーフラミンゴ - オオフラミンゴ - フンボルトペンギン - オナガガモ - ヒドリガモ - アヒル - カルガモ - コクチョウ - コブハクチョウ - キジ - ヤマドリ - キジバト | 過去に飼育されていた動物 - ライオン - ツキノワグマ - チンパンジー - ワニガメ |

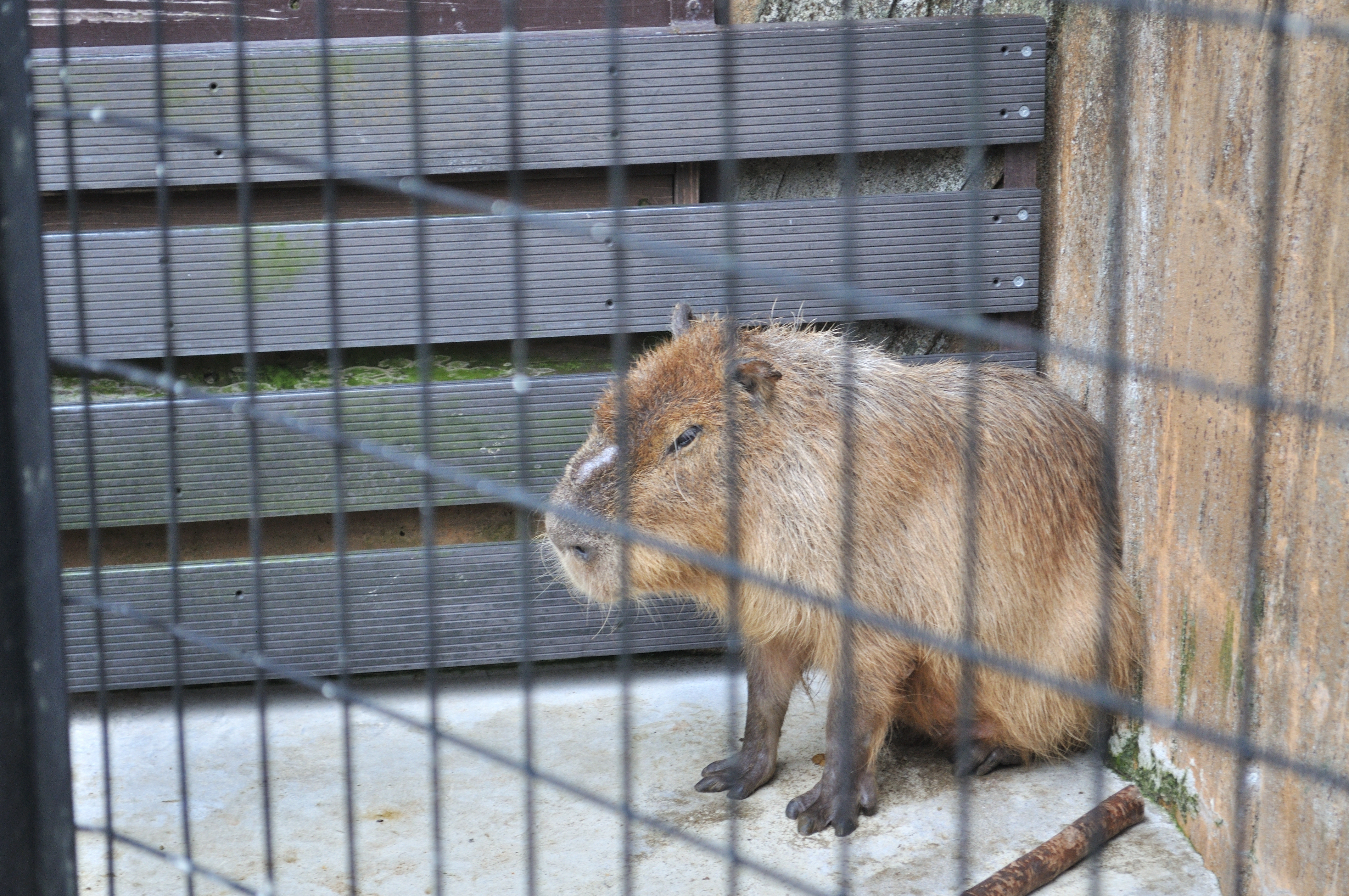
カピバラ
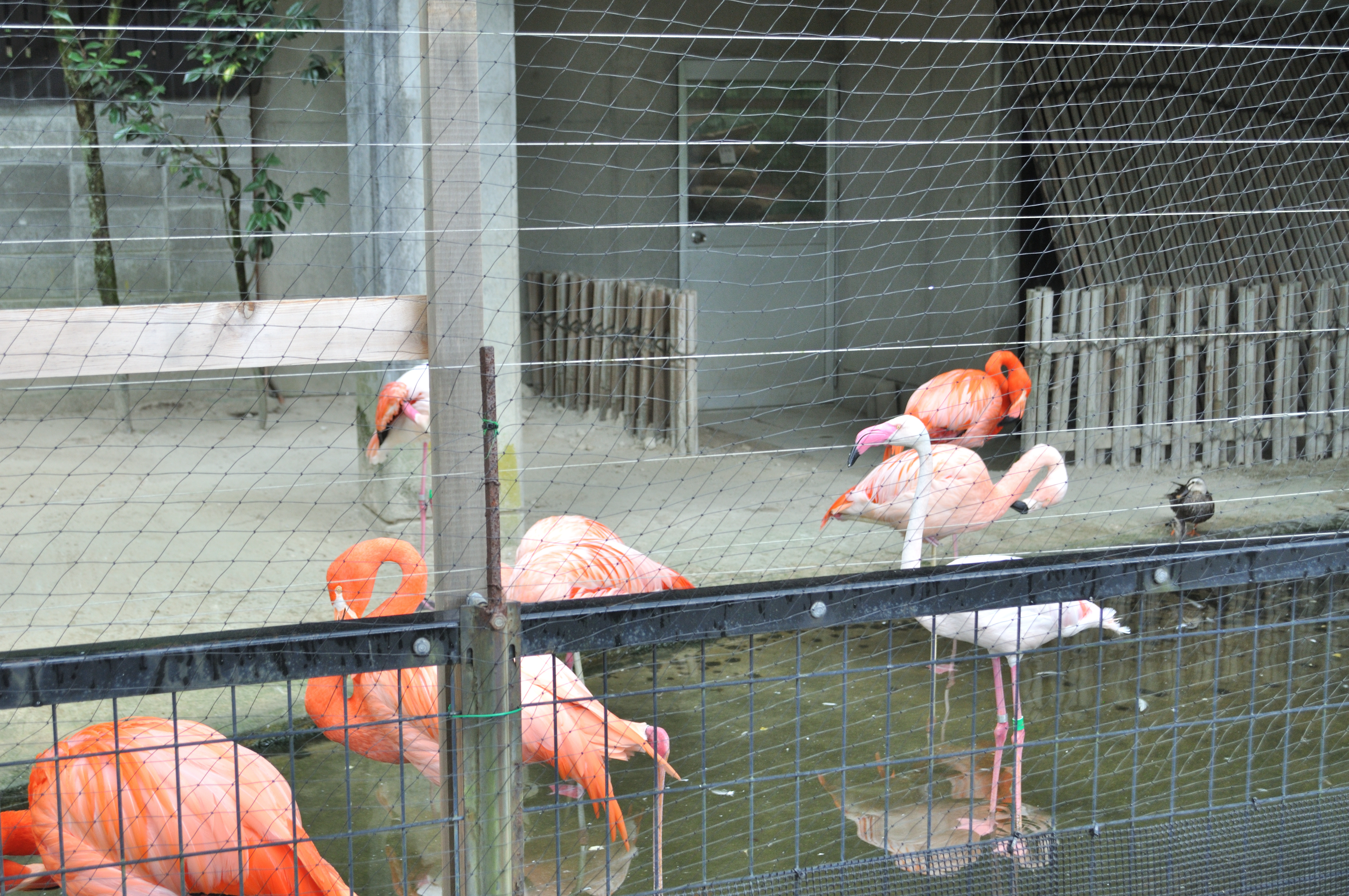
フラミンゴ
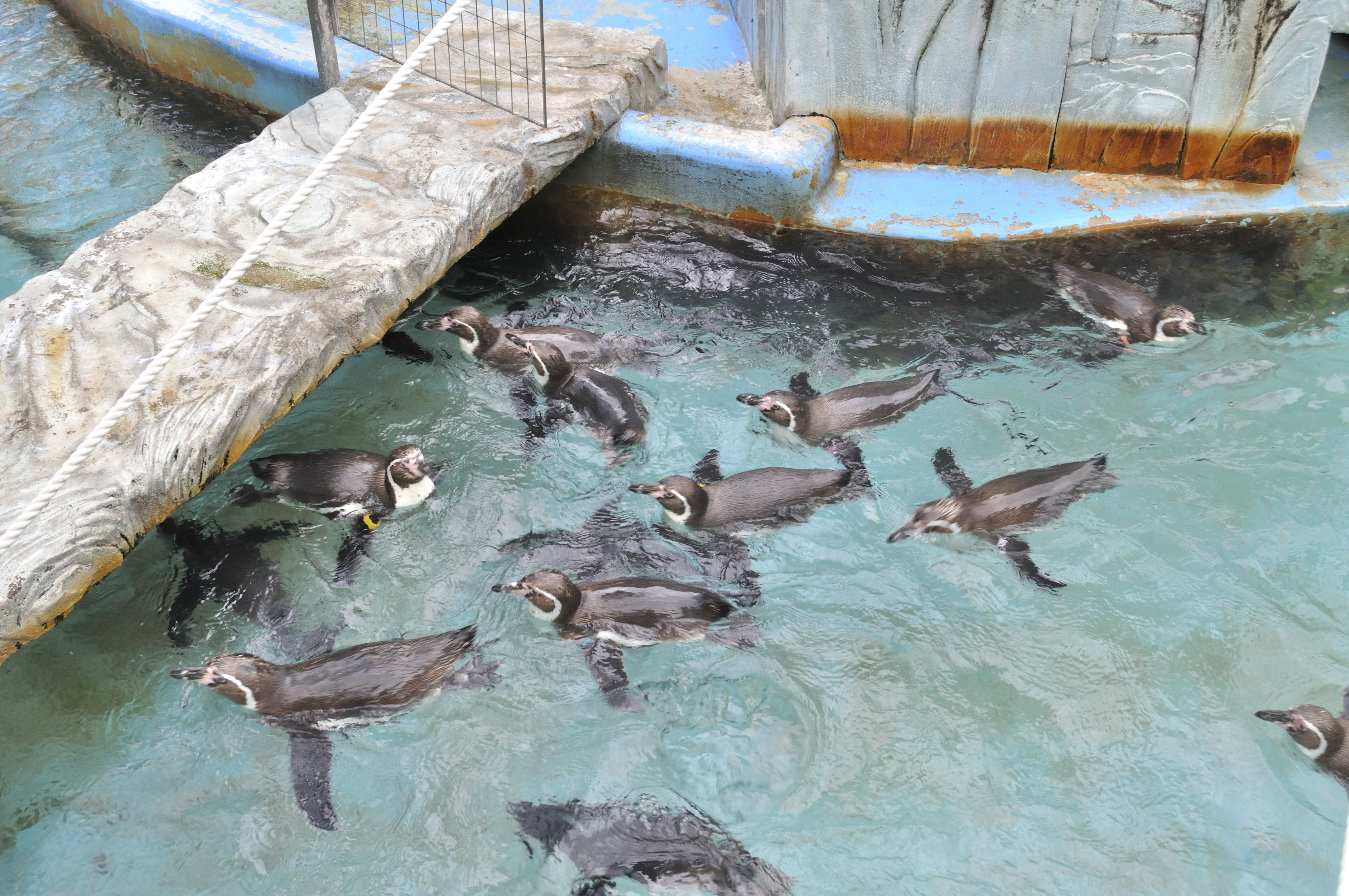
ペンギン

## 交通
- あいの風とやま鉄道線、JR氷見線、JR城端線 高岡駅から徒歩15分。
- 能越自動車道高岡ICから10分。